# پیتر مکنیکول

## پیتر مکنیکول
پیتر سی.مکنیکول(به انگلیسی:Peter C.MacNicol)(زاده ۱۰ آوریل ۱۹۵۴) هنرپیشه آمریکایی می‌باشد.از بهترین نقش‌های او در فیلم‌های سینمایی می‌توان به نقش جانوس پوها در فیلم Ghostbusters II و نقش استینگو در فیلم Sophie's Choice اشاره کرد.از بهترین سریال‌های او در تلویزیون می‌توان به بازی در سریال Ally McBeal، بازی در نقش تام لنوکس در سریال ۲۴ و بازی در سریال شماره‌ها اشاره کرد.

## زندگی و حرفه

### اوایل دوران زندگی
مکنیکول در دالاس به دنیا آمد و بزرگ شد.او تحصیلاتش را در دانشگاه دالاس و دانشگاه مینه‌سوتا کامل کرد.زمانی که او در مینه‌سوتا بود، در تئاتر گوتری به بازیگر می‌پرداخت.در همین زمان یک استعدادیاب نیویورکی او را کشف کرد و او را با خود به منهتن برد.

### زندگی شخصی
در حال حاضر او با همسرش در لس‌آنجلس زندگی می‌کند.همسر او صاحب موسسه‌ی خیریه‌ای در لس‌آنجلس می‌باشد.